# Episodi di Giorno per giorno (serie televisiva 1975) (seconda stagione)
La seconda stagione della serie televisiva Giorno per giorno (serie televisiva 1975), composta da 24 episodi, è andata in onda negli Stati Uniti sul canale CBS dal 28 settembre 1976 al 22 marzo 1977.
| n° | Titolo originale                                    | Titolo italiano | Prima TV USA      | Prima TV Italia |
| -- | --------------------------------------------------- | --------------- | ----------------- | --------------- |
| 1  | The Runaways (Part 1)                               |                 | 28 settembre 1976 |                 |
| 2  | The Runaways (Part 2)                               |                 | 5 ottobre 1976    |                 |
| 3  | The Runaways (Part 3)                               |                 | 12 ottobre 1976   |                 |
| 4  | The Runaways (Part 4)                               |                 | 19 ottobre 1976   |                 |
| 5  | Barbara's Emergence                                 |                 | 26 ottobre 1976   |                 |
| 6  | David's New Job (Part 1)                            |                 | 9 novembre 1976   |                 |
| 7  | David's New Job (Part 2)                            |                 | 16 novembre 1976  |                 |
| 8  | The Upholstery Ripoff                               |                 | 23 novembre 1976  |                 |
| 9  | Schneider's Pride and Joy                           |                 | 30 novembre 1976  |                 |
| 10 | A Visit from Dad                                    |                 | 7 dicembre 1976   |                 |
| 11 | The Maestro                                         |                 | 14 dicembre 1976  |                 |
| 12 | Happy New Year                                      |                 | 28 dicembre 1976  |                 |
| 13 | J.C. and Julie (Part 1) o Julie's Decision (Part 1) |                 | 4 gennaio 1977    |                 |
| 14 | J.C. and Julie (Part 2) o Julie's Decision (Part 2) |                 | 11 gennaio 1977   |                 |
| 15 | The New Car                                         |                 | 18 gennaio 1977   |                 |
| 16 | Schneider Loves Ginny                               |                 | 25 gennaio 1977   |                 |
| 17 | Ginny's Child                                       |                 | 1 febbraio 1977   |                 |
| 18 | Julie's Operation                                   |                 | 8 febbraio 1977   |                 |
| 19 | The Traveling Salesperson                           |                 | 15 febbraio 1977  |                 |
| 20 | The Butterfields                                    |                 | 22 febbraio 1977  |                 |
| 21 | Barbara Plus Two                                    |                 | 1 marzo 1977      |                 |
| 22 | The Singles Bar                                     |                 | 8 marzo 1977      |                 |
| 23 | The College Question                                |                 | 15 marzo 1977     |                 |
| 24 | The Girls Alone o Where's Mama?                     |                 | 22 marzo 1977     |                 |